# At the Drive-In
At the Drive-In é uma banda estadunidense de post-hardcore formada em El Paso em 1994 por Cedric Bixler-Zavala (vocal, percussão, sintetizador), Jim Ward (guitarra, vocal, teclado, percussão) e Omar Rodriguez-Lopez (guitarra, vocal).

## História
O primeiro álbum (EP) do At the Drive-In foi chamado de Hell Paso, em referência a sua cidade natal. Logo após seu lançamento, em novembro de 1994, a banda saiu em turnê pelo Texas, tocando principalmente em shows vazios. No entanto, após a gravação de seu segundo EP, ¡Alfaro Vive, Carajo!, eles foram contratados pela Flipside, depois de Blaze James, desse selo, vê-los tocando em um show com apenas nove pessoas na platéia.
Pela Flipside, o ATDI gravou seu primeiro disco, Acrobatic Tenement, que saiu por um custo extremamente baixo: apenas US$600. Logo após o lançamento, foram feitas mudanças na formação: entraram Tony Hajjar na bateria e Paul Hinojos no baixo. Omar, que até então tocava baixo, assumiu a segunda guitarra.
Quando a Flipside parou de lançar discos, eles começaram a procurar outros selos que pudessem lançar seu próximo álbum. Assinaram com a Offtime Records que lançou o EP El Gran Orgo sem autorização da banda. Como resultado, a banda se revoltou e começou a fazer contrapropaganda, que acabou tendo efeito inverso, fazendo o EP esgotar-se em três dias. Este EP não teve a participação de Jim Ward, que havia se afastado temporariamente da banda.
Após desfazer o contrato com a Offtime Records, o ATDI começou a procurar outra gravadora, mas nenhuma estava interessada em assinar com a banda. Até que alguns executivos da Fearless Records assistiram a um show da banda e ofereceram um contrato. Isto foi uma grande surpresa, pois esta gravadora era conhecida por lançar apenas bandas de Pop punk.
Em junho de 1998, foram a estúdio para gravar, tendo como produtor Alex Newport e já de volta com Jim Ward na formação da banda. Gravaram In/Casino/Out quase totalmente ao vivo em estúdio, gravando direto, assim, conseguindo mostrar o som cru, honesto e experimental como lhe era característico.
Após o lançamento, saíram em turnê, tocando ao lado de grandes bandas como Fugazi, Sonic Youth, The Get Up Kids, Jimmy Eat World entre outras. Durante essas turnês entre o segundo disco e o EP seguinte, eles chegaram a feitos como passar por 11 países em seis semanas. No meio de 1999, resolveram compilar algumas canções não lançadas oficialmente, e lançá-las no EP Vaya. Voltaram, então, às turnês.
Nesse momento, assinaram com a jovem gravadora DEN Records e em 17 de janeiro de 2000, entraram em estúdio para gravar ao lado de Ross Robinson. Após sete semanas, entregaram o material a Andy Wallace. Antes de o disco estar pronto, a DEN Records funde-se com a Grand Royal Records e o grupo volta a turnês. Em setembro, é lançado o disco, Relationship of Command.
Em 2001, a banda se separa, e Cedric e Omar formam o Mars Volta enquanto Jim, Paul e Tony formam o Sparta.
Em janeiro de 2012 a banda anunciou que faria apresentações de reunião porém as apresentações foram criticadas pela falta de entusiasmo de Rodríguez-López. A principio o desânimo foi atribuído à recente morte de sua mãe mas depois em uma entrevista o guitarrista admitiu que não estáva se sentindo conectado à banda.
Em 2015 a banda anuncia uma segunda reunião e que um novo material estaria a caminho. O disco In•ter a•li•a sai então em maio de 2017.

## Integrantes
- Cedric Bixler-Zavala - vocal
- Jim Ward - guitarra, teclado e vocal
- Omar Rodriguez-Lopez - guitarra e baixo em Acrobatic Tenement
- Paul Hinojos - baixo
- Tony Hajjar - bateria

## Ex-Integrantes
- Adam Amparan - guitarra em Acrobatic Tenement
- Ben Rodriguez - guitarra em El Gran Orgo
- Jarrett Wrenn - guitarra em Hell Paso e Alfaro Vive, Carajo!
- Bernie Rancun - bateria em Hell Paso
- Ryan Sawyer - bateria em Acrobatic Tenement
- Davey Simmons - bateria em Alfaro Vive, Carajo!
- Kenny Hopper - baixo em Hell Paso e Alfaro Vive, Carajo!

## Discografia

### Álbuns de estúdio
- Acrobatic Tenement (1996, Flipside)
- In/Casino/Out (1998, Fearless)
- Relationship of Command (2000, Grand Royal)
- "In•ter a•li•a" (2017)

### EPs
- Hell Paso (1994, Western Breed)
- ¡Alfaro Vive, Carajo! (1995, Western Breed/Headquarter/Restart)
- El Gran Orgo (1997, One Foot/Offtime)
- Vaya (1999, Fearless)

### Singles
- "Rolodex Propaganda" (2000)
- "One Armed Scissor" (2000)
- "Rolodex Propaganda" (2001, em conjunto com Iggy Pop)
- "Invalid Litter Dept." (2001)

### Compilações
- This Station Is Non-Operational (DVD e CD, 2005, Fearless)